# Karibisk spanska

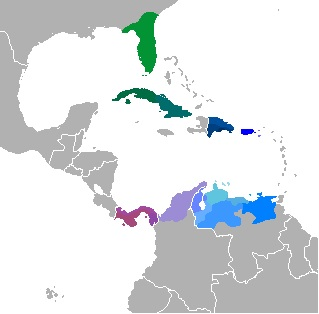
Karta över områden med karibisk spanska.

Karibisk spanska (español caribeño) är den spanska dialekt som talas i de spanskspråkiga områden som omger Karibiska havet. Karibisk spanska är den spanska som talas på de spanskspråkiga Antillerna, det vill säga på Kuba, i Dominikanska republiken samt Puerto Rico. Vidare talas denna dialekt i längs kusten (samt delvis även i inlandet) av Venezuela, den karibiska delen av Colombias kust, de centrala och östra delarna av Panama samt delstaterna Veracruz och Tabasco i Mexiko. I USA är mexikansk spanska den mest utbredda dialekten sett till landet som helhet, men karibisk spanska är den mest talade i städerna Miami och New York, som har sett en betydande invandring från Kuba respektive Puerto Rico. 
Kännetecknande för den karibiska spanskan är åtskilliga influenser från spanskan i Andalusien och på Kanarieöarna, det numera utdöda karibiska indianspråket Taíno samt olika afrikanska språk som kom till regionen i samband med slavhandeln. Som den form av spanska som vanligen används inom danser och musikstilar som salsa, merengue, son och reggaeton har den karibiska spanskan blivit mer känd i alla delar av den spanskspråkiga världen.

## Fonologi
En viktig fonologisk skillnad på spanskan i Karibien jämfört med dialekterna i Mexiko och i Anderna är att vokalerna vanligen behålls oförändrade medan konsonanter ofta försvagas eller helt faller bort. Några av de mest allmänna dragen i den karibiska spanskans uttal är:
- /s/ som står i slutet av en stavelse faller ofta bort eller uttalas endast som ett svagt [h]. Detta uttal är det mest kännetecknande för den karibiska spanskan, då det avviker från dialekterna i Anderna samt från största delen av Mexiko. Det är dock ett gemensamt drag med spanskan i Andalusien, Kanarieöarna samt södra Sydamerika (Argentina, Chile och Uruguay).
- j (/x/) är mjukare än i många andra spanska dialekter, till den grad att även detta ljud närmar sig [h].
- /n/ uttalas /ŋ/ i slutet av vissa ord.
- /l/ och /r/ blandas ofta samman i slutet av ord, speciellt på öarna i Karibiska havet. Infinitiv som till exempel comer y amar kan därmed låta som antingen comel y amal eller helt enkelt comé y amá.

## Morfologi
Exempel på morfologi i karibisk spanska:
- Voseo-fenomenet som karakteriserar många spanska dialekter i Centralamerika samt i Argentina och Uruguay försvann ur den karibiska spanskan för över 100 år sedan på öarna i Karibiska havet och i merparten av de kontinentala områden där denna dialekt talas. Ett undantag utgör Venezuelas nordöstra kust kring Maracaibo. Bortsett från detta mindre område används genomgående tú för svenskans du.

- Eftersom pluraländelsen /s/ vanligen helt faller bort i uttal används även se som pluraländelse, dock enbart för ord som slutar på en betonad vokal, till exempel café, cafese.

- I Colombia, Venezuela, Dominikanska Republiken samt på Kuba används en något annorlunda diminutiv-form än i övrig spanska för ord som slutar på t + vokal. Istället för det mer allmänna -ito, -ita används i sådana fall ändelsen -ico, -ica. Ord som galleta eller zapato blir i sina diminutivformer galletica och zapatico, medan till exempel perro eller casa förblir perrito och casita som i övriga delar av den spansktalande världen.